# James Wlcek
James Wlcek (ur. 22 lutego 1964 w Nowym Jorku) – amerykański aktor.

## Filmografia

### Seriale
- 1987: Opowieści z ciemnej strony (Tales from Darkside) jako Claude Altoose
- 1987–1989: Ryan’s Hope jako Ben Shelby
- 1989: Tylko jedno życie (One Life to Live) jako Jack Gibson
- 1990–1992: As the World Turns jako Linc Lafferty
- 1996: Nocny patrol (Baywatch Nights) jako Clancy
- 1997: Strażacy LA (L.A. Firefighters) jako
- 1997–1999: Strażnik Teksasu (Walker, Texas Ranger) jako
- 1999: Strażnicy miasta (Sons of Thunder) jako Trent Malloy
- 2002: JAG: Wojskowe Biuro Śledcze (JAG) jako podoficer drugiej klasy Terrence Shaw
- 2003: Babski oddział (The Division) jako właściciel siłowni
- 2012: Cyberatak (Blackout) jako dowódca SWAT

### Filmy
- 1989: Stalowe magnolie (Steel Magnolias) jako Marshall Marmillion
- 1996: Damien’s Seed jako Eric
- 2004: Czarna książeczka (Little Black Book) jako hokeista
- 2005: Don’t Tell jako Yale
- 2009: Hydra (TV) jako Bob Crick
- 2011: Świąteczna podróż (Love’s Christmas Journey, TV) jako właściciel ziemski
- 2013: Cienie nad wzgórzami (Shadow on the Mesa, TV) jako Ranch Hand (Ręka rancza)
- 2014: The Palmer Supremacy jako John Merrit
- 2016: The Sector jako Brennan
- 2019: Howlers jako zastępca Grant
- 2022: Rio Harrison (krótkometrażowy) jako Mike Hanson